# Wild Wadi
Wild Wadi is een waterpark in Dubai. Het maakt deel uit van Jumeirah en staat naast het Jumeirah Beach Hotel en de Burj Al Arab. Het park bevat drie zwembaden en 17 waterglijbanen, waaronder de grootste waterglijbanen ter wereld.
Wild Wadi is ook gebruikt als decor om scènes uit The Amazing Race 5 en The Amazing Race Asia 1 op te nemen.

## Glijbanen

### Master Blasters
- White Water Wadi
- Jebel Lookout
- Wadi Leap
- Nos'N Hurler
- Falaj Fury
- Wadi Twister
- Wadi Basher
- Flood River Flyer

### Ring Rides
- Tumble Falls
- Falcon Fury
- Rushing Rapids
- Thunder Rapids
- Tunnel of Doom

### Overige
- Tantrum Alley & Burj Surj
- Jumeirah Sceirah
- FlowRiders
- Breakers Bay
- Juha's Journey
- Juha’s Dhow and Lagoon